# Колибри-селасфорусы
Колибри-селасфорусы (лат. Selasphorus) — род птиц семейства колибри.

## Виды
В состав рода включают 9 видов:
- Selasphorus ardens Salvin, 1870 — Пламенногорлый селасфорус
- Selasphorus calliope (Gould, 1847) — Колибри-каллиопа
- Selasphorus ellioti (Ridgway, 1878)
- Selasphorus flammula (Salvin, 1865) — Винногорлый селасфорус
- Selasphorus heloisa (Lesson, Delattre, 1839)
- Selasphorus platycercus (Swainson, 1827) — Трёхцветный селасфорус
- Selasphorus rufus (Gmelin, 1788) — Рыжий селасфорус
- Selasphorus sasin (Lesson, 1829) — Селасфорус Аллена
- Selasphorus scintilla (Gould, 1851) — Искристый селасфорус